# 阿熱爾灣
65°4′S 63°35′W / 65.067°S 63.583°W

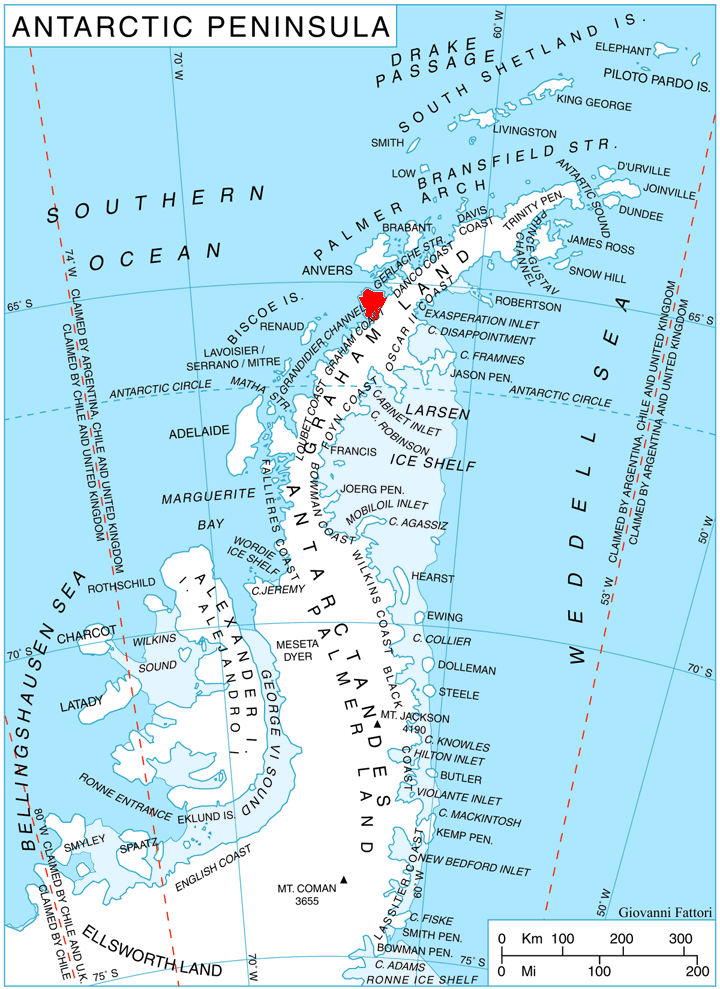

阿熱爾灣（英語：Azure Cove），是南極洲的海灣，位於弗蘭德雷斯灣西南部，處於坎格雷喬灣以東基輔半島東北岸，長1.6公里，由比利時探險隊發現，現時由南極條約體系管理。